# Nieuport 17
El Nieuport 17 va ser un caça francès biplà i monoplaça de la Primera Guerra Mundial dissenyat i produït per l'empresa Nieuport.

## Història
El Nieuport 17 va ser un dels millors caces aliats de la Gran Guerra del que se'n van produir unes 4.000 unitats. El prototip va volar per primer cop el gener de 1916. L'aparell era molt maniobrable tenia bones actuacions generals, amb una excel·lent velocitat d'ascens. El pla alar inferior estava reforçat per tal de solucionar el problema de torsió que patia el Nieuport 11 en els picats a gran velocitat. Aquest model va ser utilitzat per tots els exèrcits aliats durant la guerra.

## Variants

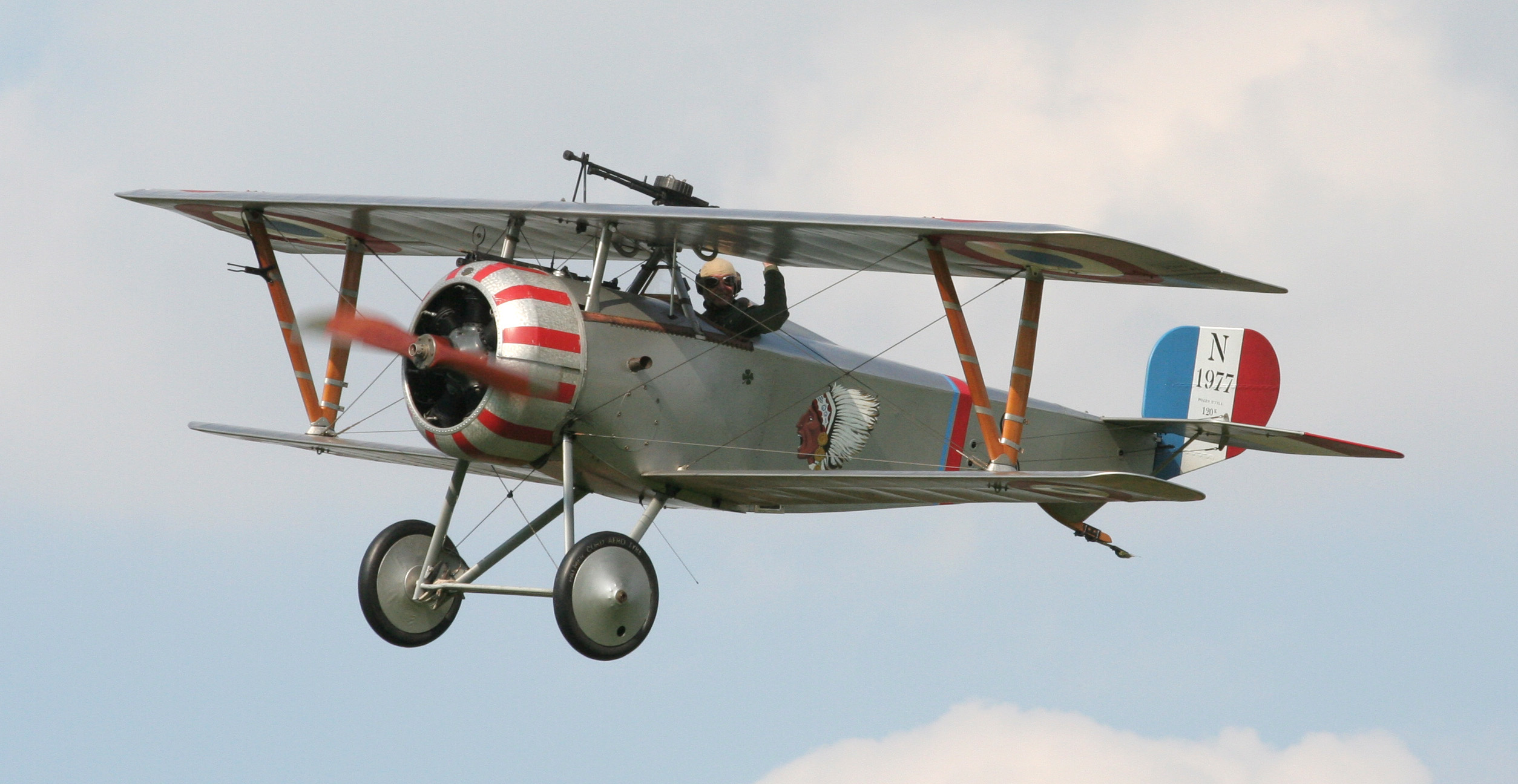
Un Nieuport 17 en vol en una exhibició del 2007.

- Nieuport 17: Versió de caça monoplaça.
- Nieuport 17bis: Versió del Nie 17 amb un motor Clerget de 130 c.v. enlloc del Le Rhone 9J de 110 cavalls. Va tenir una distribució molt limitada i va ser relegat a avió d'entrenament.[2]
- Nieuport 23

## Especificacions (Nieuport 17)
Dades de Those Classic Nieuports
Característiques generals
- Tripulació: un
- Longitud: 5,80 m
- Envergadura: 8,16 m
- Alçada: 2,40 m
- Superfície de l'ala 14,5 m²
- Pes buit: 375 kg
- Pes carregat: 560 kg
- Motors: 1×  motor rotatiu de 9 cilindres Le Rhône 9Ja, 82 kW

 Rendiment 
- Velocitat màxima: 177 km/h[4] (96 nusos, 110 mph) at 2.000m
- Autonomia: 1,75 hores
- Sostre de servei: 5.300 m
- Càrrega alar: 37,9 kg/m²
- Potència/pes: 0,15 kW/kg
- Temps fins a 3.000 m d'altitud: 11,5 minuts

Armament

- Metralladores: 

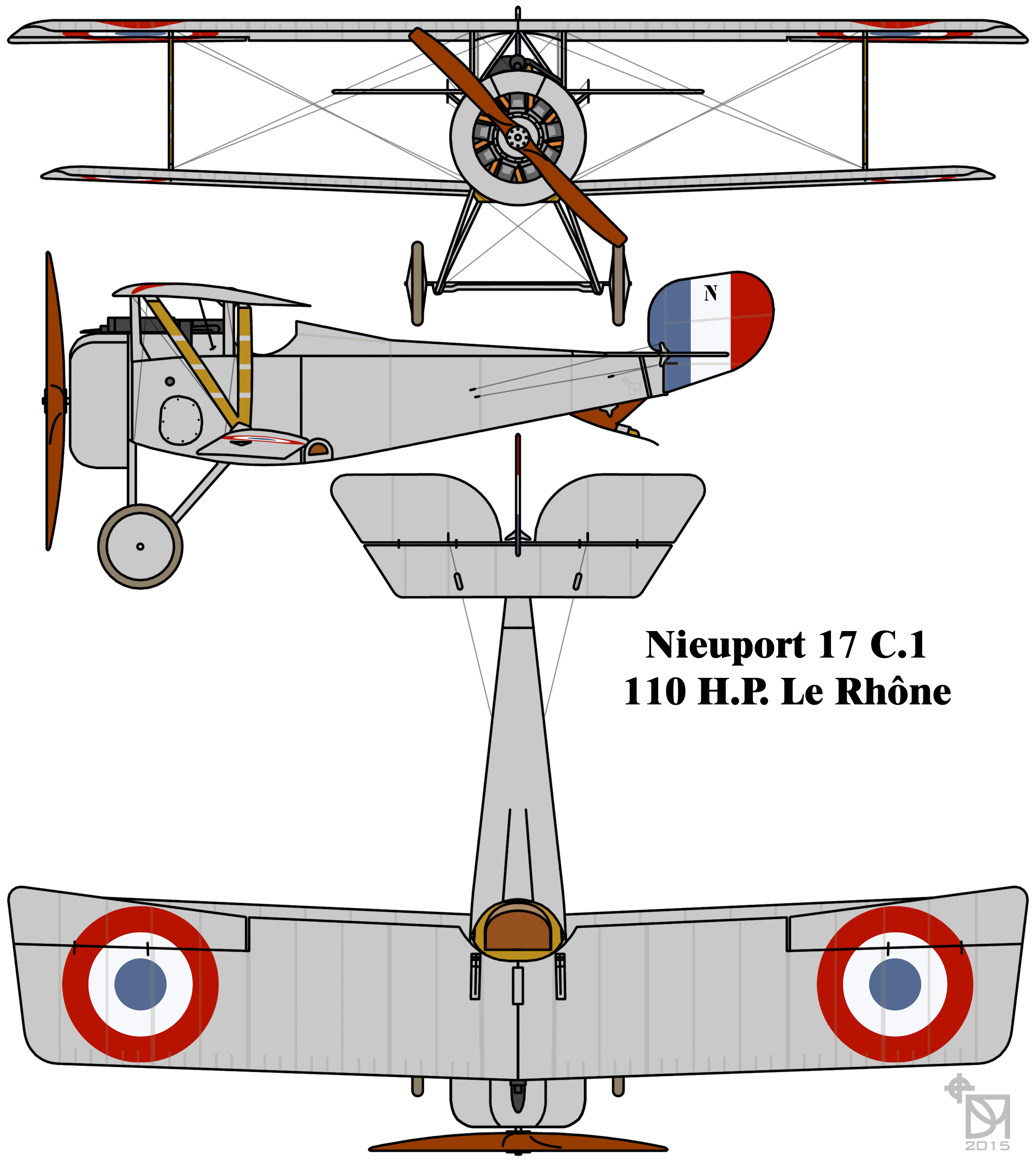
Nieuport 17 dibuix

  - (servei francès) 1 × metralladora Vickers amb tret sincronitzat a través de l'hèlix
  - (servei britànic) 1 × metralladora Lewis en un muntatge a l'ala superior
- Coets: 8 coets Le Prieur (alguns avions incorporaven alhora coets i metralladores)